# Шумахер, Александр (кинооператор)
Александр Шумахер (латыш. Aleksandrs Šūmahers; 21 сентября 1901 года, Лиепая — 17 марта 1970, Рига) — кинооператор. Один из основателей Общества работников латвийского кино.
Работал на киностудии и в драматическом театре Ростова-на-Дону. С 1920 года 1922 год помощник кинооператора фильма «Русь». В 1924 году был осуждён на два года, отбывал заключение на Соловках. В Риге работал лектором курсов киномехаников. В 1944 году работал в Германии на заводе «AGFA». С 1946 года оператор Рижской киностудии.
Участвовал в съёмках фильмов «Каугурское восстание», «Райнис», «Возвращение с победой». В 1949 году освобождён от работы как «политически ненадёжный».
Похоронен на Лесном кладбище в Риге.